# СА-штандарт «Фельдгеррнгалле»

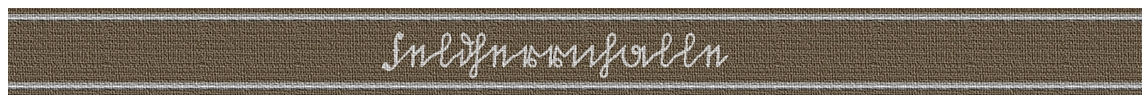
Нарукавна стрічка

СА-штандарт «Фельдгеррнгалле» (нім. SA-Standart „Feldherrnhalle“) — військовий підрозділ (штандарт) створений у 1934 році, у складі СА. З 1937 року штандарт мав подвійне підпорядкування до СА та Люфтваффе. Після початку Другої світової війни підрозділи штандарту ввійшли в Люфтваффе чи у Вермахт.

## Історія підрозділу

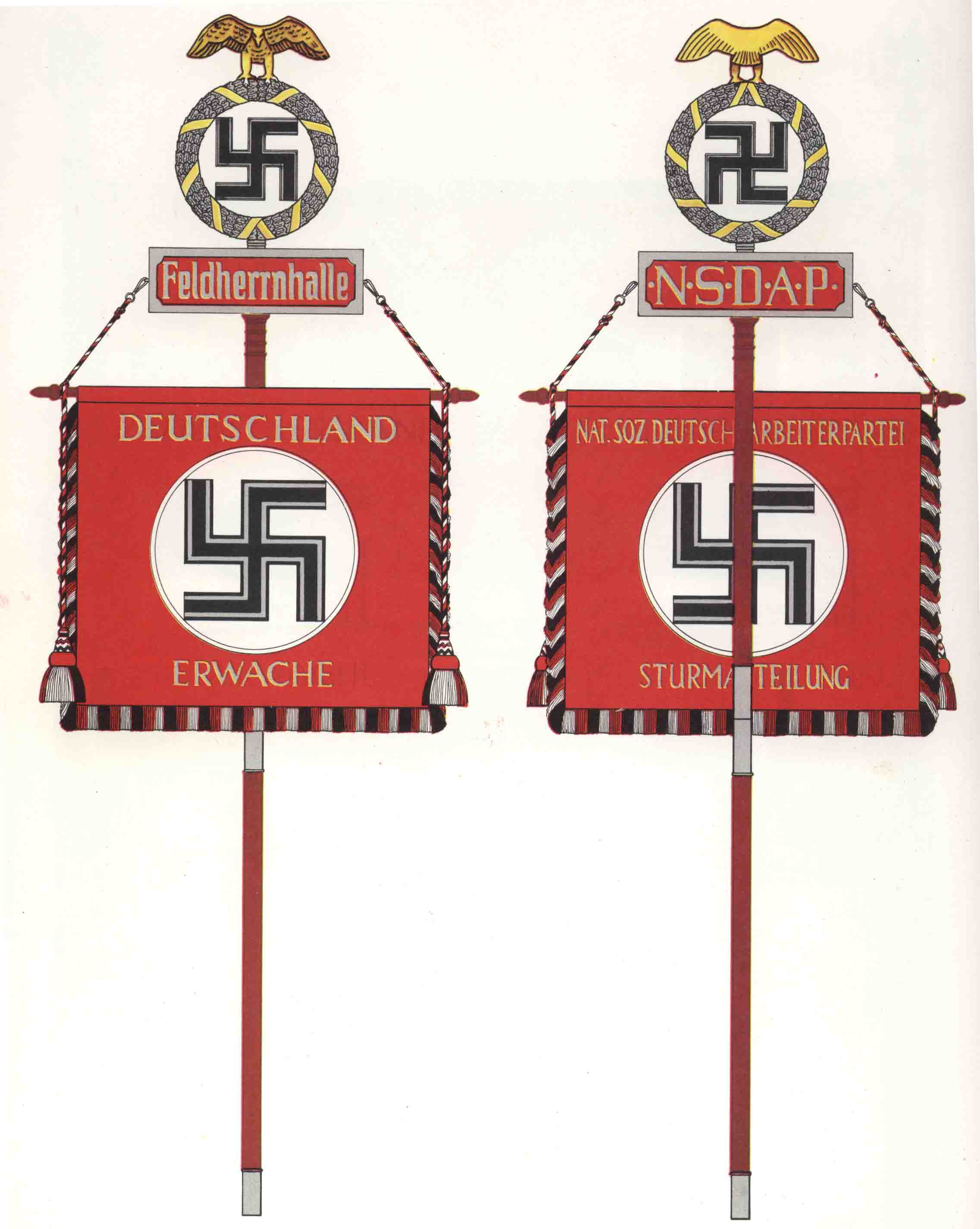
Штандарт СА-штандарту «Фельдгеррнгалле»

У 1934 році в зв'язку з черговими загостреннями між штурмовиками (на чолі яких стояв начальник штабу СА Ернст Рем) та керівництвом Німеччини (Адольф Гітлер), відбулася «чистка» верховного керівництва СА, внаслідок якого було винищено майже всю верхівку штурмовиків. Новим начальником штабу СА було призначено одного з лояльних до Гітлера керівників СА, та активного учасника «чистки» Віктора Лютце.
Однією з перших дій нового керівника СА, було створення нового елітного штандарту (полку), який підпорядковувався новій верхівці і не був залежним від територіальних підрозділів СА. До штандарту потрапили спеціально відібрані добровольці. Обов'язками штандарту були охорона гарнізонів СА, партійних та державних установ, а також будівлі «Фельдхеррнхалле» у Мюнхені.
Штандарт складався з шести штурмбанів (батальйонів) розташованих по всій Німеччині (Берлін, Мюнхен, Ґетінґен, Крефельд, Штеттин, Штутгарт). Цей штандарт відрізнявся від інших тим, що мав право носіння зброї, а служба у цьому полку зараховувалася у стаж армійської служби. Члени партії в віці від 18 до 25 років, які пройшли спеціальну підготовку, мали вступити до штандарту на три роки. До цього вони були повинні не менше року пробути у Гітлер'югенді, та не менше за півроку у СА. Служба у штандарті зараховувалася до військової служби у мирний час.
У вересні 1936 році, під час Нюрнберзьких партійних свят, штандарт отримав від Гітлера почесну назву «Фельдгеррнгалле». Коло будівлі «Залу баварських полководців» (Фельдгеррнгалле) у листопаді 1923 року відбувалася одна зі знакових подій становлення націонал-соціалістичного руху у Німеччині, Пивний путч. Події листопада 1923 року стали частиною нацистської міфології «мучеництва».
12 січня 1937 року Віктор Лютце надав Герману Герінгу (одному з керівників НСДАП та керівнику Люфтваффе) почесне шефство над штандартом. Герінг скористався цим та через місяць зарахував штандарт до повітряних сил. З цього періоду штандарт мав подвійне підпорядкування до СА та до Люфтваффе.
Під час Судетської кампанії у жовтні 1938 року штандарт утворив полк Люфтваффе «СА-штандарт-Фельдгеррнгалле» (повітрянодесантний полк) у складі 7-ї повітряної дивізії Люфтваффе. З цього часу й до весни 1939 року полк використовував знаки розрізнення Люфтваффе.
З початком Другої світової війни підрозділи штандарту «Фельдгеррнгалле» проводили посиленні навчання під керівництвом інструкторів Люфтваффе. З таких груп було сформовано 2-й парашутно-єгерський полк Люфтваффе, який брав участь у боях за Ебен, Емаєл, Роттердам, Крит.
Значна частина особового складу штандарту ввійшла до Люфтваффе, інша частина до Вермахту. Штурмовики штандарту «Фельдгеррнгалле» у Вермахті склали кістяк 271-го піхотного полку «Фельдгеррнгалле». У 1943 році з розшматованої під Сталінградом 60-ї моторизованої дивізії та 271–го полку «Фельдгеррнгалле», було утворено панцергренадерську дивізію «Фельдгеррнгалле». Тактичним знаком дивізії був «Вольфсангель». Також особовий склад штандарту було направлено у флотилію тральщиків «Брилль», та у 18-ту добровольчу панцергренадерську дивізію СС «Горст Вессель».

## Однострої

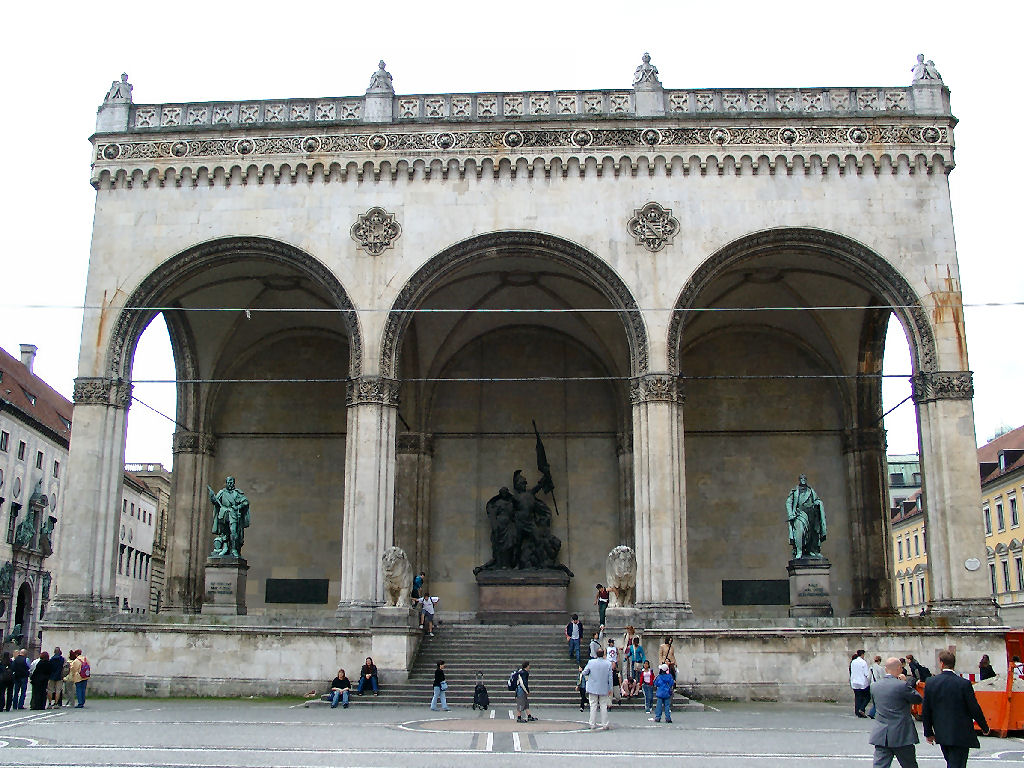
Будівля «Фельдгеррнгалле», на честь якої було названо штандарт

Петлиці СА-манна (рядового) СА-штандарту «Фельдгернгалле»

Однострої штурмовиків штандарту мали світло-брунатні обшлаги. На лівому рукаві була брунатна чи червона стрічка, з надписом «Feldherrnhalle» виконаним срібними літерами. Кепі мало червону тулію.
Знаки розрізнення як і у інших підрозділів СА розміщувалися на петлицях темно-червоного або малинового кольору). На правій петлиці була металева емблема Вольфсангель, зверху якої була накладена емблема СА. Молодші офіцери штандарту мали червоно-білу окантовку навколо коміра, та петлиць. Погони СА носилися на обох плечах. Підкладка погонів була малиновою. Самі погони несли на собі металеву (чи вишиту) модифіковану емблему підрозділу.
При виконанні службових обов'язків штурмовики штандарту носили горжети з зображенням імперського орла. Горжет вироблений з сріблястого металу, окантовка та орел золочені.
З 1937 року, в зв'язку з підпорядкуванням штандарту до Люфтваффе, штурмовики штандарту носили над правою нагрудною кишенею орла Люфтваффе (як і військовослужбовці ВПС). При польових навчаннях бійці штандарту носили синьо-сірий однострій Люфтваффе.
На шоломах (вкритих брунатною або оливковою фарбою) були розміщені: ліворуч — орел Люфтваффе; праворуч — геральдичний щит, в якому було зображення фасаду будівлі Фельдгеррнгалле, нижче якої горизонтальний «Вольфсангель» з емблемою СА (як на петлицях).